# 34237 Sarahgao
34237 Sarahgao este o planetă minoră (asteroid), cu un diametru de 4,678 km, din centura de asteroizi. A fost descoperită pe 28 august 2000 la Experimental Test Site⁠(d) de Lincoln Near-Earth Asteroid Research. 
Obiectul prezintă o orbită caracterizată de o semiaxă mare de 2,5430671 UAi, o excentricitate de 0,16, o înclinație de 8,0676 ° în raport cu ecliptica.